# Sulat
Sulat è una municipalità di quinta classe delle Filippine, situata nella Provincia di Eastern Samar, nella Regione del Visayas Orientale.
Sulat è formata da 18 baranggay:
- A-et
- Abucay (Pob.)
- Baybay (Pob.)
- Del Remedio
- Loyola Heights (Pob.)
- Kandalakit
- Mabini
- Maglipay (Pob.)
- Maramara (Pob.)
- Riverside (Pob.)
- San Francisco
- San Isidro
- San Juan
- San Mateo
- San Vicente
- Santo Niño
- Santo Tomas
- Tabi (Pob.)